# Hannes Holm

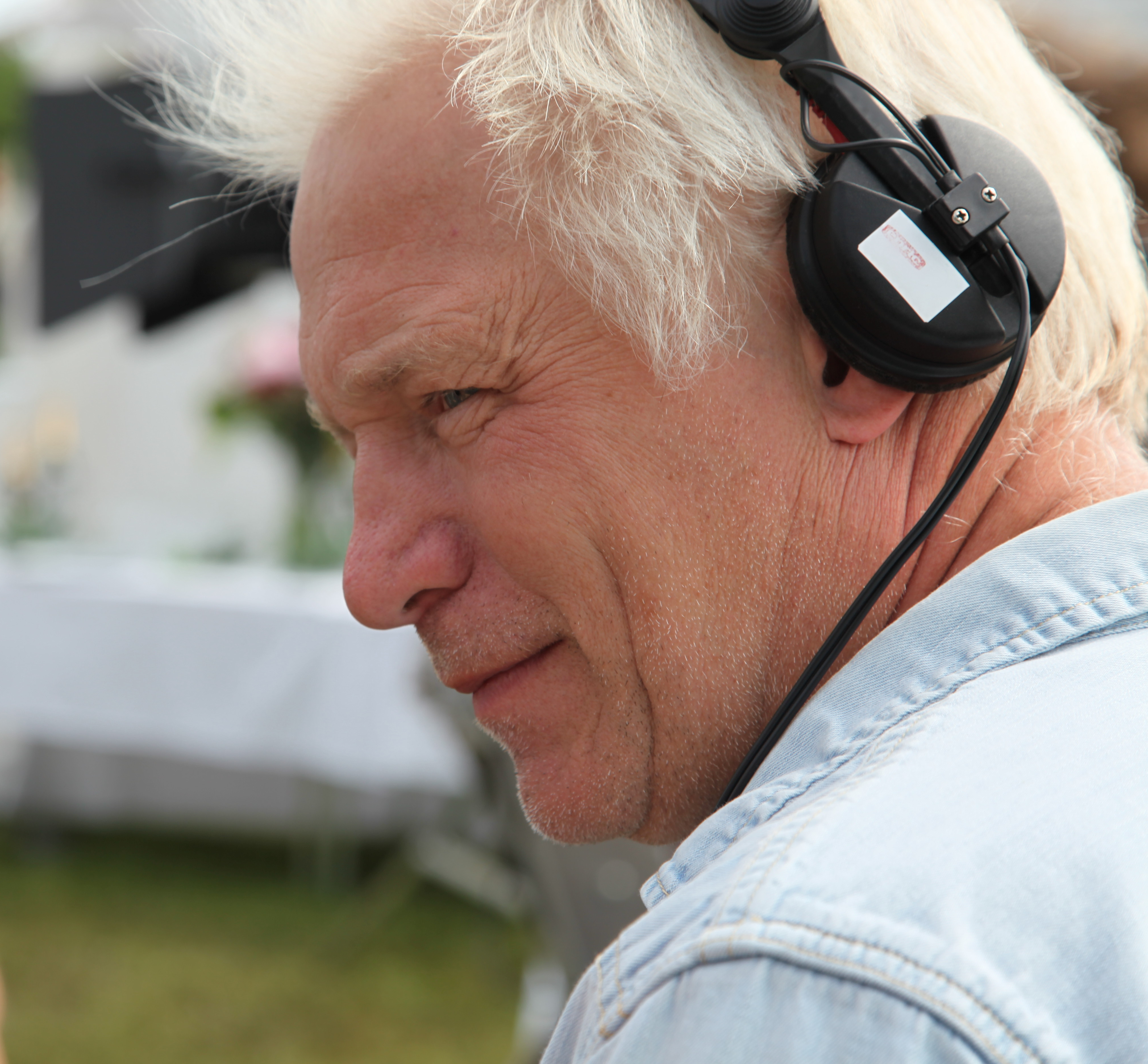
Hannes Holm, 2013

Hannes Holm (* 26. November 1962 in Lidingö) ist ein schwedischer Filmregisseur, Filmproduzent und Drehbuchautor.

## Karriere
Holm Karriere als Regisseur begann 1987 bei der Fernsehserie Bröderna Olsson. Für die im Jahr 1990 erschienene Mini-Serie S*M*A*S*H war er für acht Episoden als Regisseur verantwortlich. Einige Jahre später verfasste er für diese Serie für sieben Episoden das Drehbuch. Für die schwedische Komödie Adam & Eva aus dem Jahr 1996 schrieb er das Drehbuch und war als Regisseur tätig. Für seinen Film Ein Mann namens Ove erhielt er bei der Oscarverleihung 2017 eine Oscarnominierung in der Kategorie „Bester fremdsprachiger Film“, musste sich aber gegen den iranischen Beitrag The Salesman geschlagen geben. Beim Europäischen Filmpreis 2016 erhielt er die Auszeichnung in der Kategorie „Beste europäische Komödie“ sowie weitere Auszeichnungen bei einzelnen Filmfestspielen.
In vielen Filmen, bei denen Holm mitwirkte, arbeitete er mit Måns Herngren zusammen. Entweder verfassten sie das Drehbuch zusammen, produzierten gemeinsam den Film oder Herngren wurde als Darsteller eingesetzt.

## Filmografie (Auswahl)
- 1996: Adam & Eva
- 1998: Snow (Kurzfilm)
- 2002: Klassenfest (Klassfesten)
- 2007: Salto für Anfänger (Underbar och älskad av alla)
- 2010: Der Himmel ist unschuldig blau (Himlen är oskyldigt blå)
- 2012: Familienchaos – All inclusive (Sune i Grekland – All Inclusive)
- 2015: Ein Mann namens Ove (En man som heter Ove)